# Paul Davis (football, 1962)
Pour les articles homonymes, voir Paul Davis et Davis.
Paul Davis, né le 13 juillet 1962, est un footballeur international jamaïcain, reconverti comme entraîneur.

## Carrière
Davis commence sa carrière au Seba United, aujourd'hui appelé Montego Bay United FC. Il quitte la Jamaïque pour l'Israël et intègre les rangs du Maccabi Netanya, jouant les premiers rôles du championnat israéliens, sans parvenir toutefois à remporter le championnat. Il est prêté lors de la saison 1989-1990 au Betar Jérusalem, mais le club fait une saison difficile et se maintient de justesse parmi l'élite. Davis quitte le pays à la fin de la saison.
Il est sélectionné avec l'équipe nationale jamaïcaine pour jouer la Coupe caribéenne des nations 1991, compétition durant laquelle il remporte le titre de meilleur buteur et de joueur du tournoi. Davis apparaît ensuite lors de plusieurs matchs des qualifications de la Coupe du monde 1994 et de 1998. Il n'est pas retenu pour jouer la Coupe du monde 1998.
En 2010, il prend en main l'équipe du Arnett Gardens FC. Lors de sa première saison à la tête de l'équipe, son joueur Kirk Ramsey remporte le titre de meilleur buteur du championnat avec dix-sept réalisations.

## Palmarès
- Meilleur buteur de la Coupe caribéenne des nations 1991 (5 buts)
- Meilleur joueur de la Coupe caribéenne des nations 1991